# Zone (gruppo musicale)
Le Zone sono state un girl group giapponese formatosi a Sapporo nel 1999.
Arrivarono al successo nel 2000 con il loro singolo di debutto Good Days, seguito nel 2001 da Secret Base (Kimi ga Kureta Mono), il loro più grande successo con oltre 744 000 copie vendute nel solo Giappone.
Tra il 1999 e il 2005 incisero 16 singoli, 5 album e 7 DVD, e apparvero in molte trasmissioni nipponiche. Il gruppo si sciolse ufficialmente il 1º aprile 2005 dopo il loro ultimo concerto al Nippon Budokan. Dal febbraio 2011 al febbraio 2013 il gruppo è tornato in attività con tre dei suoi membri originali, pubblicando una raccolta dal titolo Zone Tribute e un solo singolo, Treasure of the Heart.

## Formazione

### Ultima
- Miyu Nagase – voce, chitarra (1999-2005, 2011-2013)
- Maiko Sakae – voce, basso (1999-2005, 2011-2013)

### Ex componenti
- Tomoka Nishimura – voce, chitarra (2004-2005, 2011)
- Mizuho Saito – voce, batteria (1999-2005)
- Takayo Ookoshi – voce, chitarra (1999-2003)

## Discografia

### Album in studio
- 2002 – Z
- 2002 – O
- 2004 – N
- 2005 – E: Complete A side Singles
- 2006 – Ura E: Complete B side Melodies

### Raccolte
- 2011 – Zone Tribute